# 扬嘉镇
扬嘉镇，是中华人民共和国四川省德阳市旌阳区曾经下辖的一个镇。2019年12月，撤销扬嘉镇，所属行政区域为天元街道的行政区域。

## 行政区划
扬嘉镇撤销前下辖以下地区：
场镇社区、新隆村、丰城村、楠树村、青花村、扬嘉村和高斗村。